# Star Trek: Strange New Worlds/Staffel 3
Dieser Artikel behandelt die seit Juli 2025 erscheinende dritte Staffel der US-Fernsehserie Star Trek: Strange New Worlds.

## Episoden
| Nr. (ges.) | Nr. (St.) | Deutscher Titel                          | Originaltitel                  | Erstveröffentlichung USA | Deutschsprachige Erstveröffentlichung (D/A/CH) | Regie           | Drehbuch                                                     |
| --- | --------- | ---------------------------------------- | ------------------------------ | ------------------------ | ---------------------------------------------- | --------------- | ------------------------------------------------------------ |
| 21 | 1         | Hegemonie, Teil II                       | Hegemony, Part II              | 17. Juli 2025            | 17. Juli 2025                                  | Chris Fisher    | Davy Perez (Teleplay) Henry Alonso Myers, Davy Perez (Story) |
| Diese Folge ist die Fortsetzung der Folge 10 aus der 2. Staffel: Captain Christopher Pike und die Besatzung der USS Enterprise platzieren einen Peilsender auf dem Gorn-Schiff, das den Sicherheitschef La'An Noonien-Singh, Dr. Joseph M'Benga, die Pilotin Erica Ortegas, den Xenoanthropologen Sam Kirk und viele menschliche Kolonisten gefangen genommen hat. Trotz des Befehls der Sternenflotte, im Raum der Föderation zu bleiben, erlaubt Admiral Robert April der Enterprise, dem Peilsender zu folgen. Mit Hilfe des Gorn-Transponders von Ingenieur Montgomery Scott finden sie ein unbekanntes Doppelsternsystem, in dem sich die Heimatwelt der Gorn und eine große Invasionsstreitmacht verbergen. Da die Gorn empfindlich auf stellare Aktivitäten reagieren, lösen sie einen langen Winterschlaf aus, indem sie einen künstlichen koronalen Massenauswurf erzeugen. La'An, M'Benga, Ortegas und Sam entkommen mit Transportercodes für die Kolonisten, so dass die Enterprise sie retten kann. Ortegas wird bei der Flucht schwer verwundet, und die Enterprise erleidet schwere Schäden. In der Zwischenzeit neutralisieren der vulkanische Wissenschaftsoffizier Spock und die Krankenschwester Christine Chapel die Gorn-Eier in Pikes Freundin, Captain Marie Batel, mit Hilfe des Ersten Offiziers Una Chin-Riley / Number One's augmentiertem illyrischem Blut. |           |                                          |                                |                          |                                                |                 |                                                              |
| 22 | 2         | Hochzeitsglocken-Blues                   | Wedding Bell Blues             | 17. Juli 2025            | 17. Juli 2025                                  | Jordan Canning  | Kirsten Beyer, David Reed                                    |
| Drei Monate nach dem Gorn-Konflikt ist die Enterprise auf Sternenbasis Eins repariert worden und die Besatzung bereitet sich auf die Feierlichkeiten zum 100-jährigen Bestehen der Föderation vor. Nach ihrem Forschungsstipendium mit dem Archäologen Dr. Roger Korby kehrt Chapel zur Enterprise zurück und bringt Korby als ihren neuen Liebespartner mit. Spock ist davon enttäuscht, da er gehofft hatte, seine Beziehung zu ihr wieder aufleben zu lassen. Spock erhält von einem unbekannten vulkanischen Barkeeper einen Drink, und am nächsten Tag wacht er in einer anderen Realität auf, in der die Besatzung seine und Chapels Hochzeit feiern wollen. Das gleiche unbekannte Wesen erscheint nun als andorianischer Hochzeitsplaner. Korby ist sich der Veränderung bewusst und konfrontiert Spock, der seine Erinnerungen zurückerlangt, nachdem er Korby geschlagen hat. Bei der Hochzeitszeremonie erlangt Chapel ihre Erinnerungen zurück, nachdem Spock ein Gedicht rezitiert hat, das Korby ihr einst vorgelesen hat. Sie konfrontieren den Hochzeitsplaner, der sich als kindliches außerdimensionales Wesen entpuppt und von seinem Vater zurechtgewiesen wird. Die Wesen verschwinden und die Realität kehrt zur Normalität zurück. Die Besatzung feiert, bis auf Ortegas, die durch ihre Erfahrung mit den Gorn emotional gezeichnet ist. |           |                                          |                                |                          |                                                |                 |                                                              |
| 23 | 3         | Shuttle nach Kenfori                     | Shuttle to Kenfori             | 24. Juli 2025            | 24. Juli 2025                                  | Dan Liu         | Onitra Johnson, Bill Wolkoff                                 |
| Die Gorn-DNA in Batels Körper wird reaktiviert und ihre einzige Überlebenschance ist eine seltene Chimera-Blüte auf dem Planeten Kenfori, der eine Sperrzone an der Grenze zwischen der Föderation und dem Klingonischen Reich ist. Pike und M'Benga fliegen mit einem Shuttle zu dem Planeten, während die Enterprise in der Nähe wartet. Sie finden die Blüte, die eine Gruppe von Wissenschaftlern und Klingonen in Zombies verwandelt hat. Pike ist entsetzt, als er erfährt, dass Batel, Spock und M'Benga planen, Batel mit Hilfe des Wirkstoffes der Blüte in einen Mensch-Gorn-Hybriden zu verwandeln, was er am Ende widerwillig als ihre Entscheidung akzeptiert. Als ein klingonischer Schlachtkreuzer eintrifft, beschließt Nummer Eins, sich dem Planeten langsam zu nähern, um nicht entdeckt zu werden. Ortegas missachtet den Befehl, wodurch die Klingonen auf ihre Anwesenheit aufmerksam werden und eine riskantere Annäherung erzwingen. Pike und M'Benga werden von Bytha, der Tochter des klingonischen Botschafters Dak'Rah, verfolgt, die M'Benga töten will, um die Ehre ihrer Familie wiederherzustellen. M'Benga gesteht den Mord an Dak'Rah und besiegt Bytha in einem Duell, verschont aber ihr Leben. Sie opfert sich, um M'Benga und Pike die Flucht vor den Zombies zu ermöglichen. Später rügt Nummer Eins Ortegas für ihre Ungehorsamkeit und entlässt sie für zwei Wochen aus dem Dienst. |           |                                          |                                |                          |                                                |                 |                                                              |
| 24 | 4         | Weltraumabenteuerstunde                  | A Space Adventure Hour         | 31. Juli 2025            | 31. Juli 2025                                  | Jonathan Frakes | Dana Horgan, Kathryn Lyn                                     |
| La'An soll das „Holodeck“ (einen neuen holografischen Simulator) testen und bittet den Computer, einen Mordfall nach dem Vorbild der Kriminalgeschichten von Emelia Moon für sie zu generieren, während die Enterprise einen Neutronenstern untersucht. Der Computer erstellt ein Szenario mit der Besetzung und der Besatzung einer Science-Fiction-Serie aus den 1960er Jahren mit dem Titel „The Last Frontier“ (Die letzte Grenze), wobei er die Abbilder von Crewmitgliedern verwendet. Als die Geschichte immer komplizierter wird, bittet La'An Spock um Hilfe. Scotty versucht im Alleingang, die große Menge an Energie, die für den Betrieb des Holodecks benötigt wird, mit den anderen Bedürfnissen des Schiffes in Einklang zu bringen, und die Enterprise entgeht so nur knapp der Beschädigung durch den kollabierenden Neutronenstern. Als La'An im Holodeck gefangen ist und die Sicherheitsprotokolle versagen, schickt Scotty eine Nachricht, in der er ihr erklärt, dass sie den Fall lösen muss, um die Simulation zu beenden. La'An, die sich in den letzten Monaten während des Tanzunterrichts mit Spock angefreundet hat, erkennt, dass der Spock, mit dem sie im Holodeck gefangen ist, selbst ein Hologramm und der Mörder ist. Die Simulation endet, und La'An empfiehlt Holodecks vorläufig nicht für den allgemeinen Gebrauch auf aktiven Schiffen zuzulassen, bis die Technologie verbessert wurde. Nummer Eins ermutigt Scotty, in Zukunft um Hilfe zu bitten. Während einer weiteren Tanzstunde küssen sich La'An und der echte Spock. |           |                                          |                                |                          |                                                |                 |                                                              |
| 25 | 5         | Durch die Linse der Zeit                 | Through the Lens of Time       | 7. Aug. 2025             | 7. Aug. 2025                                   | Andi Armaganian | Onitra Johnson, Davy Perez                                   |
| Der junge medizinische Junioroffizier Dana Gamble und Ortegas' Dokumentarfilmbruder Beto schließen sich einer archäologischen Expedition auf Vadia IX (kontrolliert von den M'Kroon) an, die von Chapel und Korby geleitet wird, um ein altes Gebäude zu erforschen, von dem Korby glaubt, dass es das Geheimnis der Unsterblichkeit birgt. Als Gamble eine leuchtende Kugel aufhebt, explodiert sie und zerstört seine Augen. Er wird zurück auf die Enterprise transportiert, während der Rest des Außenteams mit Spock und La'An in dem Gebäude gefangen wurden. M'Benga gelingt es nicht Gambles Augen wiederherzustellen und Scans zeigen, dass Gamble hirntot ist, obwohl er bei Bewusstsein zu sein scheint. Das Außenteam findet heraus, dass es sich bei dem Gebäude um ein Gefängnis für extradimensionale parasitäre Wesen namens Vezda handelt. Das Team macht sich die ungewöhnlichen metaphysischen Eigenschaften des multidimensionalen Gebäudes zunutze, um zu entkommen. Batel erkennt durch ihre Gorn-DNA, dass Gamble von einem Vezda besessen ist und greift ihn an. Gamble wird vom Sicherheitspersonal festgenommen und in die Arrestzelle gebracht. Er tötet seine Wache, entkommt und nimmt Scotty, Sam Kirk und Chefingenieur Pelia als Geiseln, um zu versuchen die Kontrolle über das Schiff zu übernehmen und die anderen Vezda zu befreien. Pelia schießt mit einem Phaser auf Gamble, tötet ihn dabei und zwingt die Vezda aus ihm heraus. Scotty fängt die Vezda-Entität und sperrt sie im Transporterpuffer ein.                        |           |                                          |                                |                          |                                                |                 |                                                              |
| 26 | 6         | Der Sehlat, der sich in den Schwanz biss | The Sehlat Who Ate Its Tail    | 14. Aug. 2025            | 14. Aug. 2025                                  | Valerie Weiss   | David Reed, Bill Wolkoff                                     |
| 27 | 7         | –                                        | What Is Starfleet?             | –                        | –                                              | Sharon Lewis    | Kathryn Lyn, Alan B. McElroy                                 |
| 28 | 8         | –                                        | Four-and-a-Half Vulcans        | –                        | –                                              | Jordan Canning  | Dana Horgan, Henry Alonso Myers                              |
| 29 | 9         | –                                        | Terrarium                      | –                        | –                                              | Andrew Coutts   | Alan B. McElroy                                              |
| 30 | 10        | –                                        | New Life and New Civilizations | –                        | –                                              | Maja Vrvilo     | Dana Horgan, Davy Perez                                      |